# 831
Évszázadok: 8. század – 9. század – 10. század
Évtizedek: 780-as évek – 790-es évek – 800-as évek – 810-es évek – 820-as évek – 830-as évek – 840-es évek – 850-es évek – 860-as évek – 870-es évek – 880-as évek
Évek: 826 – 827 – 828 – 829 –  830 – 831 – 832 – 833 – 834 – 835 – 836

## Események

### Bizánci Birodalom
- Theophilosz bizánci császár az előző évi arab támadás megtorlásául betör Kilikiába és elfoglalja Tarszoszt. Ősszel azonban Kappadókiában vereséget szenved.
- Szicílián a Mazarába visszaszorult arabok ostrom alá veszik Palermót. Mivel segítség nem érkezik, szeptemberben a városparancsnok szabad elvonulás fejében feladja a várost. Az arabok ezzel erős bázisra tesznek szert, ahonnan kiindulva meghódíthatják a szigetet.

### Európa
- Jámbor Lajos frank császár lázadó fiai, Lothár, Pippin és Lajos birodalmi gyűlést hívnak össze Nijmegenbe, hogy döntsenek foglyul ejtett apjuk sorsáról. A gyűlés azonban visszahelyezi Lajost jogaiba, fiai kénytelenek megalázkodni. A lázadást vezető Lothár bocsánatot nyer, de öröksége csak Itáliára korlátozódik és oda is száműzik.
- A Lajos fiai által házasságtöréssel vádolt császárnét, Welf Juditot (a vádak szerint fia, Károly is Septimaniai Bernard gyermeke) bíróság elé állítják és miután esküvel fogadja hogy ártatlan, felmentik.
- Meghal Omurtag bolgár kán. A trónon kisebbik fia, Malamir követi, mert a nagyobbik, Enravota megkeresztelkedett.
- Ansgar frank misszionárius megalapítja Birka szigetén Svédország első keresztény templomát. Ezután visszatér Jámbor Lajos wormsi udvarába, ahol kinevezik Hamburg-Bréma püspökévé azzal a feladattal, hogy térítse meg az északi pogányokat.

## Halálozások
- Jüan Csen, kínai költő
- Omurtag, bolgár kán
- Zubajda bint Dzsafar, Hárún ar-Rásíd felesége

## Fordítás
- Ez a szócikk részben vagy egészben  a(z)   831 című angol Wikipédia-szócikk ezen változatának fordításán alapul.  Az eredeti cikk szerkesztőit annak laptörténete sorolja fel. Ez a jelzés csupán a megfogalmazás eredetét és a szerzői jogokat jelzi, nem szolgál a cikkben szereplő információk forrásmegjelöléseként.